# Miravalle, El Porvenir
Miravalle är en ort i Mexiko.   Den ligger i kommunen El Porvenir och delstaten Chiapas, i den sydöstra delen av landet, 900 km sydost om huvudstaden Mexico City. Miravalle ligger 2 702 meter över havet och antalet invånare är 419.
Terrängen runt Miravalle är kuperad åt sydost, men åt nordväst är den bergig. Miravalle ligger uppe på en höjd. Runt Miravalle är det ganska tätbefolkat, med 179 invånare per kvadratkilometer. Närmaste större samhälle är El Porvenir de Velasco Suárez, 5,8 km väster om Miravalle. I omgivningarna runt Miravalle växer huvudsakligen savannskog.